# Tajemnice Smallville (seria 1)
Ten artykuł zawiera streszczenia, a także informacje o odcinkach pierwszego sezonu amerykańskiego serialu Tajemnice Smallville. Na początku nadawany przez amerykańską telewizję The WB, pierwszy odcinek na antenie miał premierę 16 października 2001.
| Nr | Tytuł         | Tytuł polski | Reżyseria                         | Scenariusz                       | Premiera             | Premiera w Polsce |
| --- | ------------- | ------------ | --------------------------------- | -------------------------------- | -------------------- | ----------------- |
| 1 | Pilot         | Pilot        | David Nutter                      | Alfred Gough & Miles Millar      | 16 października 2001 | 8 stycznia 2003   |
| W roku 1989 na małe miasteczko Smallville spada deszcz meteorytów. Wydarzenie to zapoczątkowuje falę dziwnych zachowań i sytuacji, jakie będą miały miejsce w przyszłości. Okazuje się jednak, że wśród gąszczy kosmicznych skał na Ziemię przybył też statek kosmiczny wraz z małym, około trzyletnim dzieckiem. Przybysza biorą pod opiekę Martha i Jonathan Kentowie, nadając mu imię Clark. Mija 12 lat. Clark dorósł i uczęszcza do miejscowego liceum, gdzie poznaje swojego najlepszego przyjaciela Pete'a, młodą dziennikarkę Chloe oraz Lanę Lang, w której się zakochuje. Do Smallville wraca też Lex Luthor, który wyjechał stąd zaraz po deszczu meteorytów,. Clark korzystając ze swoich niesamowitych umiejętności ratuje mu życie, wyciągając go z wody. Jednocześnie w miasteczku pojawia się Jeremy Creek, niegdysiejsza ofiara tragicznego żartu kolegów, który postanawia zemścić się na swoich oprawcach. Clark po raz kolejny używa swoich umiejętności i powstrzymuje Jeremy'ego. W rezultacie ten traci pamięć i moc, jaką dały mu meteoryty. Muzyka: - "Eight Half Letters" – Stereoblis - "Everything" – Lifehouse - "Everything I Own" – Jude - "Inside The Memories" – Fear The Clown - "Let's Go" – Capitol Eye - "Long Way Around" – Eagle-Eye Cherry - "Maybe" – Stereophonics - "The Way It Is" – Bruce Hornsby - "Unstoppable" – The Calling - "Wonder" – Embrace |               |              |                                   |                                  |                      |                   |
| 2 | Metamorphosis | Metamorfoza  | Michael Watkins & Philip Sgriccia | Alfred Gough & Miles Millar      | 23 października 2001 | 15 stycznia 2003  |
| Greg Alkin to z pozoru spokojny chłopak, którego jedyną pasją są wszelkiego rodzaju owady, zwłaszcza te rzadko spotykane oraz poddane działaniom meteorytu. Alkin od dawna jest zakochany w Lanie Lang, jednocześnie będąc pod ogromną presją swojej matki. Kiedy ta ostatnia podejmuje decyzję o jego wyjeździe do Akademii Wojskowej, Greg postanawia wypuścić trzymane w pokoju owady na wolność, jednak w czasie jazdy dochodzi do wypadku i Greg zostaje przez nie dotkliwie pogryziony. Dzięki temu otrzymuje niesamowitą moc i sam pośrednio staje się człowiekiem - owadem, mającym takie same zachowania i potrzeby jak one. Korzystając ze swoich nowych możliwości Greg atakuje najpierw chłopaka Lany - Whitneya, którego ratuje Clark. Potem Alkin napada na własną matkę i zabija ją, umieszczając ją następnie w kokonie i zamieniając własne mieszkanie w siedlisko owadów. Ostatecznym celem Grega jest jednak Lana, którą chłopak wkrótce uprowadza i więzi w starym domku. Clark i Whithey ruszają jej z pomocą, jednak Kent używając swojej szybkości pierwszy dociera na miejsce i w pogoni za Gregiem wędruje do opuszczonej odlewni, pełnej odłamków meteorytów, które go osłabiają. Greg korzystając z chwilowej słabości Clarka przypuszcza atak, jednak w ostatecznej rozgrywce zostaje pokonany. Whithey odnajduje Lanę i zabiera ją do szpitala. Muzyka: - "Damaged" – Aeon Spoke - "Everything" – Lifehouse - "I Do" – Better Than Ezra - "Island In The Sun" – Weezer - "Last Resort" – Papa Roach - "Love You Madly" – Cake - "Underdog" – Turin Brakes - "Wherever You Will Go" – The Calling |               |              |                                   |                                  |                      |                   |
| 3 | Hothead       | Narwaniec    | Greg Beeman                       | Greg Walker                      | 30 października 2001 | 22 stycznia 2003  |
| Lana znajduje pracę jako kelnerka, a Clark zaczyna grać w drużynie futbolowej, co prowadzi go do licznych kłótni z ojcem. Do Smallville przybywa też Lionel Luthor, który nakazuje synowi zwolnienie 20% obecnej kadry pracowniczej. Trener drużyny futbolowej w liceum w Smallville, Walt Arnold, jest człowiekiem bardzo ambitnym i zaborczym, którego jedyny cel to wygrana w rozgrywkach sezonowych. W czasie wizyty w saunie zostaje poddany promieniowaniu meteorytów i otrzymuje moc wzniecania wokół siebie płomieni jedynie za sprawą własnych myśli. W międzyczasie wychodzi na jaw szereg oszustw, których dopuścili się członkowie drużyny i grozi im zawieszenie, do czego Arnold nie może dopuścić. Wszystkim osobom, które są odpowiedzialne za wyciek informacji dziwnym zbiegiem okoliczności przytrafiają się niebezpieczne sytuacje, związane z ogniem, pożarami i poparzeniami. Kiedy w niebezpieczeństwie znajduje się też Chloe, razem z Clarkiem zaczynają szukać źródła tych wydarzeń i wszystko kieruje ich właśnie do trenera. Kiedy przed meczem Arnold więzi Clarka w saunie pełnej meteorytów, Jonathan zaczyna szukać syna i ratuje go praktycznie w ostatniej chwili. Rozwścieczony trener nie panując nad własną mocą doprowadza do swojego samozapłonu i ginie. Muzyka: - Zed Silencer - "Renegade Fighter" - Gorillaz - "Clint Eastwood" - Sum 41 - "Motivation" - Fuel - "Bad Day" - Third Eye Blind - "Never Let You Go" - Binocular - "You" |               |              |                                   |                                  |                      |                   |
| 4 | X-Ray         | Rentgen      | James Frawley                     | Mark Verheiden                   | 6 listopada 2001     | 29 stycznia 2003  |
| W banku w Smallville Lex Luthor terroryzuje bankiera i żąda wypłaty pieniędzy ze swoich kont. Okazuje się jednak, że w tym czasie Lex faktycznie przebywał w zupełnie innym miejscu. Clark podczas lekcji odkrywa swoją nową umiejętność, którą jest przenikanie wzrokiem przez rzeczy - promienie X. Dzięki tej możliwości Clark odkrywa, że w szafie w antykwariacie znajduje się szkielet - jak się okazuje, jest to szkielet Rose Greer, matki Tiny, która z kolei jest przyjaciółką Lany. W tym samym czasie Clark odkrywa, że w szkolnej szafce Tiny znajdują się skradzione w banku pieniądze, o czym informuje szeryfa. Wściekła na Clarka Tina przyjmuje postać Lany a kiedy zostaje zdemaskowana, ucieka. Wcielając się w Whitneya prosi Lanę o pożyczenie naszyjnika z meteorytem, którym potem obezwładnia Clarka i próbuje go zabić. Jednocześnie uprowadza też Lanę i zamyka ją w grobowcu. Kentowi udaje się jednak wyjść cało z opresji, obezwładnia Tinę i ratuje Lanę. Muzyka: - Alien Ant Farm - "Movies" - The Wiseguys - "Ooh La La" - Stabbing Westward - "Breathe You In" - The Cranberries - "Analyse" - Todd Thibaud - "Unbroken" - Unwritten Law - "Up All Night" - Shelby Lynne - "Wall In Your Heart" |               |              |                                   |                                  |                      |                   |
| 5 | Cool          | Chłód        | James A. Contner                  | Michael Green                    | 13 listopada 2001    | 5 lutego 2003     |
| Uczniowie Smallville High urządzają imprezę nad zamrożonym jeziorem. Sean Kelvin (gościnnie Michael Coristine), szkolny podrywacz i gwiazda futbolu, próbuje poderwać Chloe. Dziewczyna zapisuje mu na ręce swój numer telefonu. Podczas gry z kolegami, Sean wchodzi po piłkę na zamarznięte jezioro i wpada do niego. Dzięki kawałkom meteorytów, które znajdowały się na dnie jeziora, chłopakowi udało się przeżyć. Gdy wychodzi z jeziora odkrywa, że cały czas potrzebuje ciepła, gdyż wciąż marznie. Kentowie są poważnie zadłużeni i brakuje im pieniędzy. Lex rozmawia z Marthą o spotkaniu farmerów, które organizuje w zamku. Muzyka: - Eve 6 - "Rescue" - Matthew Jay - "Let Your Shoulder Fall" - The Juliana Theory - "We're At the Top of The World" - Pete Yorn - "On Your Side" - Jewel - "Standing Still" |               |              |                                   |                                  |                      |                   |
| 6 | Hourglass     | Klepsydra    | Chris Long                        | Doris Egan                       | 21 listopada 2001    | 12 lutego 2003    |
| Clark i Pete zostają wolontariuszami w domu starców. Clark zrobił to głównie ze względu na Lanę, która też tam pracuje. Przyjaciele poznają Cassandrę Carver (gościnnie Jackie Burroughs). Staruszka jest niewidoma, lecz potrafi przewidywać przyszłość każdego, którego dotknie. Tymczasem Lana zabiera, poruszającego się na wózku Harry’ego Bollstona (gościnnie George Murdock) nad jezioro. Kiedy dziewczyna się na chwilę oddala, staruszek przypadkowo wpada do jeziora wraz z wózkiem. Wpływ prądu oraz meteorytów znajdujących się w jeziorze, odmładza go o kilkadziesiąt lat. Tymczasem Cassandra ostrzega Clarka, że bliska mu osoba niedługo umrze. Chłopak mówi o tym rodzicom, lecz oni nie traktują tego poważnie. Harry (gościnnie Eric Christian Olsen) korzystając z młodości, postanawia zabić wszystkich dawnych wrogów. Clark opowiada Lexowi o Cassandrze. Lana obwinia się o „zgubienie” Harry’ego. Dziewczyna mówi Clarkowi, że staruszek naprawdę nazywał się Volk i był mordercą. Harry zabija syna jednego z dawnych wrogów Muzyka: - Gorillaz - "5/4" - Dispatch - "Time Served" |               |              |                                   |                                  |                      |                   |
| 7 | Craving       | Pragnienie   | Philip Sgriccia                   | Michael Green                    | 27 listopada 2001    | 19 lutego 2003    |
| Jodi Melville (gościnnie Amy Adams), to dziewczyna borykająca się z nadwagą. Przez to jest nieszczęśliwa, gdyż nikt za nią w szkole nie przepada. Dziewczyna zaczyna pić koktajle z warzyw rosnących w doniczkach, gdzie znajdują się drobne meteoryty. Powoduje to zaskakujące efekty – Jodi w szybkim czasie traci spore kilogramy. Lex dowiaduje się, że ma podwyższoną liczbę białych krwinek we krwi. Wszyscy przygotowują się na przyjęcie urodzinowe Lany, które ma się odbyć w rezydencji Lexa. Okazuje się, że Whitney dostał stypendium sportowe i nie będzie mógł uczestniczyć w przyjęciu. Jodi zaprasza Pete’a na przyjęcie u Lany, a on się zgadza. Wszyscy są zaskoczeni nowym wyglądem Jodi. Clark mówi Lanie, że może jej towarzyszyć na przyjęciu w postaci eskorty, a ona się zgadza. Dziewczyna prosi go, aby tym razem jej nie zawiódł. Clark zastanawia się, co dać Lanie na prezent. Muzyka: - Dido - "Slide" - Fuel - "Innocent" - Third Eye Blind - "Invisible" - Enrique Iglesias - "Hero" |               |              |                                   |                                  |                      |                   |
| 8 | Jitters       | Drgawki      | Michael Watkins                   | Cherie Bennett & Jeff Gottesfeld | 11 grudnia 2001      | 26 lutego 2003    |
| Jonathan wraz z Marthą wyjeżdżają na kilka dni do Metropolis, żeby uczcić rocznicę ślubu i zostawiają Clarka samego w domu. Chłopak postanawia zaprosić kilka osób i zrobić małą imprezę w swoim domu. Jednak jest poważnie zaniepokojony, gdy zjawia się w domu, gdzie jest pełno ludzi, a połowy z nich nie zna. Przychodzi również Lana, ale bez Whitneya. Lex organizuje fajerwerki. Whitney przychodzi na imprezę i zabiera Lanę do stodoły. Chłopak pyta się, czemu mu nic nie powiedziała. Nagle dochodzi ich jakiś hałas. Lana powiadamia o tym Clarka. Kent i Whitney odkrywają, że w stodole ukrywa się Earl Jenkins (gościnnie Tony Todd), stary znajomy Jonathana. Muzyka: - Smashmouth - "Pacific Coast Party" - Handsome Devil - "Tie Me Up" - Bad Ronald - "Bad Idea" - Bush - "The People That We Love" - The Cult - "My Bridges Burn" |               |              |                                   |                                  |                      |                   |
| 9 | Rogue         | Łotrzyk      | David Carson                      | Mark Verheiden                   | 15 stycznia 2002     | 5 marca 2003      |
| Clark wraz z Lexem oglądają zbroję Aleksandra Wielkiego w muzeum w Metropolis. Clark spotyka tam Lanę, a Lex dawną znajomą Victorię Hardwick (gościnnie Kelly Brook), córkę międzynarodowego przemysłowca sir Harry'ego Hardwicka (gościnnie William Samples). Clark jest zmuszony użyć swojej supersiły, aby zatrzymać autobus, który zabiłby bezdomnego. Niestety jego wyczyn zauważa skorumpowany policjant, Sam Phelan (gościnnie Cameron Dye). Clark mówi rodzicom o wypadku w Metropolis, a tymczasem Phelan zdobywa o nim informacje. Lex zastanawia się nad powodem pojawienia się Victorii. Dyrektor Kwan (gościnnie Hiro Kanagawa) zjawia się w „Pochodni” i jest zaniepokojony teoriami Chloe o meteorytach. Postanawia zawiesić działalność szkolnej gazety, dopóki nie znajdzie nowego redaktora. Muzyka: - Lifehouse - "Breathing" - Stereo MC's - "Step it Up" - Zero 7 - "I Have Seen" - Massive Attack - "Angel" - Club 8 - "She Lives By The Water" - Club 8 - "Love in December" - Driver - "Not Looking Back" - Grant Park - "Numb" - Radford - "Take Your Time" |               |              |                                   |                                  |                      |                   |
| 10 | Shimmer       | Migotanie    | D.J. Caruso                       | Mark Verheiden & Michael Green   | 29 stycznia 2002     | 12 marca 2003     |
| Jeden z chłopaków, Troy Turner (gościnnie Jesse Hutch) dokucza Amy Palmer (gościnnie Azura Skye) dziewczynie, która kocha się w Lexie. Chwilę potem chłopak zostaje zaatakowany w szatni przez niewidoczną osobę. Lana prowadzi akcję oddawania krwi, lecz Clark nie może oddać swojej, dlatego jest zmuszony do wymyślenia historyjki. Stosunki między Laną a Whitneyem nie układają się najlepiej, dlatego Clark postanawia pomóc dziewczynie w akcji krwiodawstwa. Amy przejmuje obowiązki matki, która jest służącą w zamku Lexa, aby być bliżej niego. Dziewczyna od początku nie darzy sympatią Victorii i mówi wszystko bratu, Jeffowi (gościnnie Kett Turton). Lex szuka swego bezcennego zegarka w całej rezydencji, lecz nie może go znaleźć. Mówi Clarkowi, że zegarek dostał od matki tuż przed jej śmiercią, dlatego jest dla niego taki cenny. Kent mówi mu, że postanowił walczyć o Lanę. Muzyka: The Vigilantes of Love - "S.O.S." The Vigilantes of Love - "Galaxy" Simple Plan - "When I'm With You" Tricky - "Evolution Revolution Love" Thrift Store Halo - "If I Go" Starsailor - "Poor Misguided Fool" Course of Nature - "Caught In The Sun" |               |              |                                   |                                  |                      |                   |
| 11 | Hug           | Uścisk       | Chris Long                        | Doris Egan                       | 5 lutego 2002        | 18 czerwca 2003   |
| Bob Rickman (gościnnie Rick Peters) jest efektownym przedsiębiorcą i posiada niezwykłą zdolność – potrafi wpływać na zachowanie ludzi poprzez uścisk ręki. Chce on wybudować fabrykę w Smallville, lecz nie dostaje zezwolenia od pracownika ochrony środowiska. Dzięki swojej mocy, zmusza go do samobójstwa. Clark wraz z Chloe i Laną jest na wycieczce konnej w lesie. Chloe gubi kamerę, a Lana postanawia ją odszukać. Chwilę po tym, przyjaciele słyszą krzyk Lany. Clark rusza jej na pomoc i znajduje ją leżącą na ziemi i stojącego nad nią Kyle’a Tippeta (gościnnie Gregory Sporleder), który ma opinię dziwaka, gdyż mieszka w lesie. Kyle ucieka, widząc nadbiegającego Clarka. Nell pragnie, by Clark złożył zeznanie przeciwko Kyle’owi na policji. Chłopak jednak uważa, że jest on nieszkodliwy. Kent postanawia go odwiedzić. Rickman zjawia się w Smallville. Jedyną osobą, która nie chce mu podać ręki jest Lex. Rickman mówi mu, że znalazł idealne miejsce pod budowę fabryki – farmę Kentów. Clark odwiedza Kyle’a, a ten mówi mu, że nie miał nic wspólnego z wypadkiem Lany. Muzyka: - Rubyhorse - "Into The Lavender" - Stereophonics - "Have A Nice Day" - Citizen Cope - "Mistaken I.D." - Wayne - "Slow Down" - Jennifer Knapp - "Into You" |               |              |                                   |                                  |                      |                   |
| 12 | Leech         | Pijawka      | Greg Beeman                       | Timothy Schlattmann              | 12 lutego 2002       | 25 czerwca 2003   |
| Podczas szkolnej wycieczki, Clark ratuje jednego z uczniów – Erica Summersa (gościnnie Shawn Ashmore) przed upadkiem z mostu. W wyniku uderzenia pioruna w połączeniu z meteorytem, który Eric trzymał w ręku, cała moc Clarka zostaje przeniesiona na chłopaka. Clark będąc teraz zwykłym człowiekiem, musi przyzwyczaić się do normalnego życia. Tymczasem Eric, zaczyna odkrywać niezwykłą moc, którą został obdarowany. Lana ma pretensje do Nell (gościnnie Sarah-Jane Redmond), że chce sprzedać sklep. Okazuje się, że dziewczynie najbardziej zależy na sali kinowej, gdyż tam poznali się jej rodzice. Lex dalej prowadzi dochodzenie na temat pamiętnego wypadu, kiedy Clark uratował mu życie. Pomaga mu w tym Roger Nixon (gościnnie Tom O’Brien). Młody Luthor odwiedza Clarka i chce, aby chłopak powiedział mu, co naprawdę stało się na moście. Uważa, że przyjaciel ukrywa coś przed nim. Clark słysząc to, obraża się na niego. Muzyka: - Staind - "Fade" - U2 - "Elevation" - Sum 41 - "Fat Lip" - Shocore - "Bonecracker" - Bush - "Inflatable" |               |              |                                   |                                  |                      |                   |
| 13 | Kinetic       | Kinetyczny   | Robert Singer                     | Philip Levens                    | 26 lutego 2002       | 2 lipca 2003      |
| Podczas gdy Chloe wraz z Clarkiem, przeprowadza wywiad z Lexem, do jego zamku włamuje się trzech zamaskowanych ludzi. Okazuje się, że posiadają oni zdolność przenikania przez materię, a uzyskali ją dzięki stosowaniu tatuażu z płynnego meteorytu. Złodzieje okradają skarbiec Lexa, a Clark nie może ich powstrzymać, gdyż osłabiają go ich tatuaże. W wyniku szarpaniny, Chloe wypada przez okno z trzeciego piętra. Dziewczyna ląduje w szpitalu ze złamaną ręką i wstrząsem mózgu. Lex mówi Clarkowi, że nie zgłosił kradzieży na policję, gdyż złodzieje ukradli także dyskietkę z programem wymierzonym w Lionela. Clark obwinia się o stan Chloe. Rodzice mówią mu, by zamiast użalać się nad sobą, spróbował się czegoś dowiedzieć. Lana dowiaduje się od Nell (gościnnie Sarah-Jane Redmond), że kupcem sklepu, wraz z salą kinową jest Lex Luthor. Złodzieje postanawiają zwerbować nową osobę do swojej paczki, gdyż działanie meteorytu jest szkodliwe dla zdrowia i nie mogą go dłużej stosować. Składają także ponowną wizytę w zamku Lexa i żądają miliona dolarów za dyskietkę lub upublicznią jej zawartość w Internecie. Muzyka: - P.O.D. - "Set It Off" - Onesidezero - "New World Order" - Beautiful Creatures - "1 A.M." - Remy Zero - "Perfect Memory" |               |              |                                   |                                  |                      |                   |
| 14 | Zero          | Zero         | Michael Katleman                  | Alfred Gough & Miles Millar      | 12 marca 2002        | 9 lipca 2003      |
| Jude Royce (gościnnie Corin Nemec) przyjeżdża do Smallville, aby zemścić się na Lexie. Trzy lata temu, Lex zabrał jego dziewczynę Amandę Rothman (gościnnie Judy Tylor) do Klubu Zero w Metropolis i pokazał, jak Jude ją zdradza. W wyniku szamotaniny z Lexem, Jude został zastrzelony. Teraz powraca i chce dowiedzieć się prawdy o własnej śmierci. W szkole wszyscy dostają zadanie – dowiedzieć się jak najwięcej o drugiej osobie. Chloe przypada Clark, z czego chłopak nie jest zadowolony, gdyż boi się, że Chloe może odkryć jego sekret. Lana przygotowuje się do otwarcia Talonu, gdy zjawia się tam Jude i ostrzega ją przed Lexem. Lex spotyka byłego znajomego Maxa Kasicha (gościnnie Eric Breker) – ochroniarza z klubu, który mówi mu, że Jude żyje. Clark chce pomóc przyjacielowi, lecz Lex nie chce go w to mieszać. Kiedy Clark wraca do domu, spostrzega Chloe, która przeprowadza wywiad z jego rodzicami. Lex, Clark i Lana znajdują w Talonie prezent dla Lexa – odciętą dłoń Kasicha. Lana przejmuje się, gdyż przez ten incydent, Talon może mieć złą sławę, jeszcze przed otwarciem. Muzyka: - Pigeonhed/Lo Fidelity All-Stars - "Battleflag" - Faithless - "God is a DJ" - Kid Rock - "Lonely Road of Faith" |               |              |                                   |                                  |                      |                   |
| 15 | Nicodemus     | Nikodemus    | James Marshall                    | Michael Green                    | 19 marca 2002        | 16 lipca 2003     |
| Jeden z pracowników Lexa - James Beels (gościnnie Bill Mondy), kradnie najnowszy produkt eksperymentalny profesora Hamiltona - kwiat o nazwie „Nicodemus” z zamiarem pokazania go Lionelowi. Po drodze powoduje wypadek samochodowy, a od śmierci ratuje go Jonathan. Zostaje on jednak zarażony pyłkiem z Nicodemusa. Hamilton (gościnnie Joe Morton) informuje Lexa o kradzieży kwiatu. Mówi mu także, że kwiat wyginął sto lat temu, a jemu udało się go ożywić przy pomocy meteorytów. Tymczasem Jonathan zaczyna się dziwnie zachowywać – podrywa Marthę i obraża Lexa, który przyszedł mu podziękować za uratowanie pracownika. Clark dowiaduje się, że Pete nie lubi Lexa. Bank odmawia Jonathanowi pożyczki, więc postanawia tam iść z bronią w ręku. Clark powstrzymuje ojca, lecz ten traci przytomność i ląduje w szpitalu. Okazuje się, że Jonathan ma takie same objawy jak pracownik Lexa, którego uratował. Chloe i Lana zjawiają się na miejscu wypadku i szukają powodu choroby Jonathana. Lana zostaje zarażona przez Nicodemusa. Muzyka: - Waylon Jennings - "Good Ol' Boys" - Nelly Furtado - "I Will Make You Cry" - Zero 7 - "Destiny" - Divine Right - "Supernatural" - Josh Clayton-Felt - "Love Sweet Love" - U2 - "Beautiful Day" |               |              |                                   |                                  |                      |                   |
| 16 | Stray         | Przybłęda    | Paul Shapiro                      | Philip Levens                    | 16 kwietnia 2002     | 23 lipca 2003     |
| Ryan James (gościnnie Ryan Kelley) to mały chłopiec, który posiada niezwykłą zdolność – potrafi czytać w ludzkich myślach. Jego ojczym- James Gibson (gościnnie Jim Shield) wraz ze wspólniczką, czyli obecną żoną Debrą (gościnnie Brandy Ledford), wykorzystują jego umiejętność do okradania innych. Pewnego razu, podczas kolejnej akcji, chłopakowi udaje się uciec od znienawidzonego ojca, lecz zostaje potrącony przez jadącą samochodem Marthę. Chłopak zostaje zabrany przez nią do szpitala. Ryan udaje, że nic nie pamięta, a Kentowie postanawiają się nim zaopiekować przez jakiś czas. Ryan odkrywa, że nie może czytać w myślach Clarka. Chłopak mówi Clarkowi, że bardzo lubi komiks z „Wojowniczym Aniołem”, gdyż bohater zawsze broni słabszych przed złem. Tymczasem ojczym Ryana, zaczyna poszukiwania chłopca. Clark i Ryan stają się dobrymi przyjaciółmi, a Kentowie są z tego bardzo zadowoleni. Lionel (gościnnie John Glover) składa wizytę Lexowi i mówi mu, że jest zadowolony z jego postępów w kierowaniu fabryką. Chce też, aby Lex wrócił do Metropolis i został jego doradcą. Clark przedstawia Ryana Chloe. Chłopiec jest niezadowolony, gdyż przyjaciółka robi mu zdjęcia, aby ułatwić poszukiwania jego rodziców. Ryan nie chce jednak wracać do ojczyma. Chłopak mówi Clarkowi, że Chloe marzy, by ten zaprosił ją na bal, i że wybrała już sukienkę. Muzyka: - Regency Buck - "Free To Change Your Mind" - Phantom Planet - "Lonely Day" - Fight for Fighting - "Superman" - Micah Green - "Hollywood" |               |              |                                   |                                  |                      |                   |
| 17 | Reaper        | Żniwiarz     | Terrence O'Hara                   | Cameron Litvack                  | 23 kwietnia 2002     | 30 lipca 2003     |
| Młody chłopak, Tyler Randall (gościnnie Reynaldo Rosales), na prośbę swojej schorowanej matki, postanawia pomóc jej umrzeć. Zostaje jednak powstrzymany przez personel szpitala i w wyniku szarpaniny, wypada przez okno i ginie. Dzięki bransoletce z kawałkiem meteorytu, chłopak powraca do życia i zyskuje niesamowitą zdolność – potrafi zamieniać ludzi w popiół, poprzez dotyk ręki. Teraz chłopak stawia sobie za cel, niesienie pomocy starym i schorowanym ludziom. Zamienia ich w popiół, dzięki swojej nowej mocy. Tymczasem Clark i Martha zajmują się dostawą żywności dla chorych ludzi i spotykają Tylera, który zostaje ich nowym kierowcą. Lionel wysyła swojego człowieka, Dominica Sanatori (gościnnie Jason Connery), aby dowiedział się, w co Lex inwestuje pieniądze. Odkrył on bowiem, nie zaksięgowane wydatki z jego fabryki. Clark chce, by Jonathan wymyślił w tym roku coś innego, niż wspólny wyjazd na ryby, gdyż co roku robią to samo. Lex proponuje przyjacielowi wyjazd na mecz futbolowy. Dominic zjawia się u Jonathana i mówi mu, że Lex prowadzi śledztwo, w sprawie swojego wypadku na moście oraz rodziny Kentów. Clark proponuje ojcu wyjazd na mecz, lecz wtedy ten mówi mu o wieściach od pracownika Luthora. Clark wpada w złość i mówi mu, że jeździł z nim na ryby tylko dlatego, żeby był szczęśliwy, a w gruncie rzeczy wcale tego nie lubi. Ojciec Whitneya (gościnnie Jason Connery) jest w ciężkim stanie, po kolejnym ataku serca, lecz jego syn nie może się zmobilizować, aby go odwiedzić. Muzyka: - Rubyhorse - "Sparkle" - Trik Turner - "Friends & Family" - Kings Of Convenience - "The Weight Of My Words" - Firengine Red - "Falcor"                                                                           |               |              |                                   |                                  |                      |                   |
| 18 | Drone         | Brzęczenie   | Michael Katleman                  | Michael Green & Philip Levens    | 30 kwietnia 2002     | 6 sierpnia 2003   |
| W Smallville High odbywają się wybory na przewodniczących klas. Jeden z pretendentów do tego stanowiska – Paul Chan, (gościnnie Simon Wong) zostaje zaatakowany przez rój pszczół i ląduje w szpitalu. Pete zgłasza kandydaturę Clarka na to stanowisko i zostaje szefem jego kampanii. Clark początkowo jest temu przeciwny, lecz postanawia wystartować ze względu na Lanę. Również jego rodzice popierają ten pomysł. Lex poznaje Carrie Castle (gościnnie Marguerite Moreau), dziennikarkę z Metropolis Journal, która chce napisać o nim artykuł. Młody Luthor jednak odmawia, gdyż nie lubi, gdy ktoś pisze o nim w prasie. Lana ma problem, ponieważ Talon w ostatnim czasie świeci pustkami i grozi mu bankructwo. Clark rozmawia z Lexem o problemach Lany z Talonem, lecz ten nie ma zamiaru go dofinansowywać. Lex podsuwa Clarkowi nowe hasło do wyborów „Man of Tomorrow”, którym chłopak zaczyna się posługiwać w kampanii. Clark czuje się urażony, kiedy dowiaduje się, że Chloe zamiast niego, poparła Paula w wyborach. Dziewczyna mówi mu, że musi być obiektywna, lecz to nie przekonuje Kenta. Muzyka: - Quarashi - "Stick Em Up" - Citizen Cope - "If There's Love" - Evan Olson - "Not What I Wanted" - Sia - "Drink To Get Drunk" - Jimmy Eat World - "The Middle" - Cornershop - "Wogs Will Walk" - Dishwalla - "Opaline" - Puracane - "Big Day" - Alan Charing - "Wake Up Elvis" - Hot Action Cop - "Fever For The Flava" |               |              |                                   |                                  |                      |                   |
| 19 | Crush         | Zmiażdżyć    | James Marshall                    | lfred Gough & Miles Millar       | 7 maja 2002          | 13 sierpnia 2003  |
| Młody rysownik Justin Gaines (gościnnie Adam Brody) utracił moc w rękach na skutek wypadku samochodowego. Los jednak obdarzył go nową zdolnością – telekinezą. Chłopak potrafi poruszać przedmiotami za pomocą swojego umysłu. Jego pierwszą ofiarą zostaje doktor, który go leczył. Chłopak inicjuje wypadek, w którym pozbawia go dłoni, winiąc go za swój stan. Chloe usiłuje dostać się na praktyki do Daily Planet. Dziewczyna jest zła na Clarka, ponieważ cały czas pomaga Lanie, a dla niej nie ma czasu. Pete uświadamia Kentowi, że Chloe czuje coś więcej do niego i prawdopodobnie chce pójść z nim na bal. Justin przyjeżdża do Smallville i odwiedza Chloe. Lex przychodzi na grób matki – Lilian w rocznicę jej śmierci i spotyka tam Pamelę Jenkins (gościnnie Donna Bullock), której nie widział 9 lat. Kobieta zajmowała się nim podczas choroby Lilian, ale Lex nigdy nie wybaczył jej, że go opuściła. Muzyka: - Micah Green - "You and I" - Leave The World - "40 to 5" - Bottlefly - "Nothing To Do" - Smashing Pumpkins - "Rock On" - Louise Goffin - "Light In Your Eyes" - The Thievery Corporation - "2001 Spliff Odyssey" - Eva Cassidy - "Time After Time" |               |              |                                   |                                  |                      |                   |
| 20 | Obscura       | Ciemnia      | Terrence O'Hara                   | Mark Verheiden & Michael Green   | 14 maja 2002         | 20 sierpnia 2003  |
| Lana i Whitney, podczas przejażdżki konnej są świadkami wybuchu gazu. Dziewczyna znajduje się zbyt blisko eksplozji i zostaje ranna. Clark natychmiast zjawia się w szpitalu. Na szczęście Lana nie ma poważnych obrażeń. Przychodzi tam również Chloe i mówi Kentowi, że wyjeżdża na rozmowę do Daily Planet i nie będzie jej jakiś czas. Chwilę po tym, Lana ma przerażającą wizję, w której widzi porwanie Chloe oczami porywacza. Clark przejmuje obowiązki Chloe w „Pochodni” pod jej nieobecność. Chłopaka odwiedza Lana i opowiada mu o swojej wizji porwania. Jonathan boi się zrealizować czek, który Lex dał im jako rekompensatę za straty, których doświadczyli. Lana ma kolejną wizję w Talonie – tym razem widzi związaną Chloe, więzioną w ciemnym pomieszczeniu. Tymczasem Chloe faktycznie zostaje porwana i podejmuje próbę ucieczki, lecz zostaje obezwładniona przez porywacza. W Talonie zjawia się ojciec Chloe wraz z posterunkowymi Gary Wattsem (gościnnie Darrin Klimek) oraz Bertigo (gościnnie Aaron Douglas). Dziewczyna mówi im o swojej wizji. Muzyka: - John Mayer - "No Such Thing" - Pete Yorn - "Just Another" - Neil Halstead - "Two Stones In My Pocket" - Trail of the Dead - "Source Tags and Codes" - Sparklehorse - "Piano Fire" - Electric Soft Parade - "Silent to The Dark" |               |              |                                   |                                  |                      |                   |
| 21 | Tempest       | Burza        | Greg Beeman                       | Philip Levens & Alfred Gough     | 21 maja 2002         | 27 sierpnia 2003  |
| Lionel (gościnnie John Glover) wygłasza przemówienie, w którym mówi o zamknięciu fabryki i tym samym zwalnia 2500 ludzi, zrzucając winę na błędy kierownicze Lexa. Młody Luthor nie może zrozumieć, dlaczego ojciec tak postąpił zwłaszcza, że fabryka przynosiła zyski. Podejrzewa, że zrobił to dlatego, aby zmusić go do powrotu do Metropolis. Chloe jest zmartwiona, gdyż jej ojciec Gabe (gościnnie Robert Wisden), który pracował w fabryce, stracił pracę. Whitney mówi Lanie, że zaciągnął się do Piechoty Morskiej, gdyż chce podążać ścieżką swego ojca. Prosi ją także, aby na niego zaczekała. Clark zjawia się u Lexa i zauważa metalowy ośmiokąt. Młody Luthor mówi mu, że ma pewien plan w związku z fabryką. Chloe mówi Clarkowi, że ojciec chce wyjechać z nią do Metropolis na stałe. Lex zwołuje tajne zebranie pracowników i mówi im, że aby utrzymać fabrykę muszą ją wykupić. Uświadamia im także, że inwestorzy staną się akcjonariuszami, więc w jakiś sposób będą współwłaścicielami fabryki. Clark zjawia się w Talonie i mówi Lanie, że Chloe może wyjechać do Metropolis. Dziewczyna opowiada mu natomiast o planach Whitneya. Roger Nixon (gościnnie Tom O’Brien) aranżuje wybuch pickupa z Clarkiem w środku i nagrywa jak chłopak wychodzi z wypadku bez szwanku. Lionel jest zdziwiony, że Lex się nie pakuje, a ten mówi mu o swoim pomyśle. Luthor jednak nie daje za wygraną i ostrzega Lexa, że jeśli mu się nie uda, będzie odpowiedzialny za straty wszystkich pracowników. Muzyka: - Stabbing Westward - "What Do I Have To Do?" - Sherri Youngward - "Where This Love Goes" - Lifehouse - "Everything" - Greenwheel - "Breathe" - Gigolo Aunts - "Let Go" - Paul Trudeau - "What We've Been Through" - Remy Zero - "Perfect Memory" |               |              |                                   |                                  |                      |                   |